# Geschossvorlagenfähigkeit
Bei der Geschossvorlagenfähigkeit (auch: Geschossvorlagefähigkeit) handelt es sich um einen Sicherheitsaspekt bei modernen Kleinwaffen wie z. B. Gewehren.

## Definition
Von einem Geschoss in Vorlage spricht man, sofern nach der Zündung das ganze Geschossprojektil oder wesentliche Geschossreste im Geschossgang verbleiben.

## Auswirkungen
Eine Blockierung kann bei der Zündung einer nachgelagerten Patrone zu schweren Fehlfunktionen führen, welche den Lauf verformen oder zerbersten lassen können und die Waffe damit unbrauchbar machen. Insbesondere beim Feuern von der Schulter kann es bei einem strukturellen Versagen des Rohres – durch austretende Gase und herumfliegende Kleinteile – zu schweren Verletzungen des Schützen und Personen in der unmittelbaren Umgebung kommen.

## Vermeidung
Bei einer Waffe mit Geschossvorlagenfähigkeit werden Geschosse in Vorlage automatisch von nachfolgenden Projektilen aus dem Lauf getrieben. Die Funktion der Waffe bleibt erhalten.
Es ist zu beachten, dass die Geschossvorlagenfähigkeit einer Waffe niemals generell festgestellt werden kann, weil sie immer vom jeweiligen verwendeten Munitionstyp abhängig ist.
Der Erkennung von Geschossvorlagen bzw. der Geschossvorlagenfähigkeit kommt bei vollautomatischen Waffen eine besondere Wichtigkeit zu, weil der Schütze auf einzelne Fehlzündungen aufgrund der hohen Schussfrequenz normalerweise nicht reagieren kann. Die Geschossvorlagenfähigkeit ist deshalb ein wesentliches Merkmal in der Materialbeschaffung bei der Bundeswehr und wird im NATO-Standard AC225/D14 ausführlich beschrieben.